# Shut Up - We're Trying to Practice!
Shut Up - We're Trying to Practice! è un live album dei Junkyard, uscito nel 2000 per l'Etichetta discografica Cleopatra Records.

## Tracce
1. Life Sentence (Junkyard) 3:35
2. Hot Rod (Junkyard) 2:47
3. Long Way Home (Junkyard) 4:38
4. Can't Hold Back (Junkyard) 4:57
5. Take Me Home (Junkyard) 3:12
6. Simple Man (Junkyard) 5:24
7. Blooze (Junkyard) 4:30
8. Misery (Junkyard) 4:40
9. Hollywood (Gates, Junkyard, Roach) 2:52
10. Hallelujah, I Love Her So (Charles) 4:52 (Ray Charles Cover)
11. Shot in the Dark (Junkyard) 3:18
12. Texas (Junkyard) 3:40
13. Tush (Beard, Gibbons, Hill) 1:55 (ZZ Top Cover)

## Formazione
- David Roach - voce, percussioni
- Chris Gates - chitarra
- Brian Baker - chitarra
- Clay Anthony - basso
- Patrick Michael Muzingo - batteria, percussioni